# Lawrence Thornton
Lawrence Thornton (ur. 1937 w Pomonie w Kalifornii) – amerykański pisarz.
Ukończył studia licencjackie (1960) i magisterskie (1967) na University of California. W 1973 uzyskał stopień Ph.D na tej samej uczelni. W 2003 jego powieść Sny Carlosa Ruedy doczekała się adaptacji filmowej (polski tytuł filmu Mroczna Argentyna).

## Powieści
- Imagining Argentina, 1987 (wyd. pol. 2003 Sny Carlosa Ruedy)
- Second Death of Juan Cabrillo, 1989
- Under the Gypsy Moon, 1990
- Marlow's Book, 1991
- Ghost Woman, 1992
- Naming the Spirits, 1995
- Tales from the Blue Archives, 1997

## Literatura faktu
- Unbodied Hope: Narcissism and the Modern Novel, 1984